# Husspindelfoting
Husspindelfoting (Scutigera coleoptrata) är en typiskt gulgrå enkelfoting med 15 par ben. Ursprungligen fanns den endast i medelhavsregionen, men den har spridit sig till andra delar av världen där den vanligtvis lever i bostadshus. Den är en insektsätare som dödar och äter andra leddjur, så som insekter och spindeldjur.